# Cerodontha puertoricensis
Cerodontha puertoricensis är en tvåvingeart som beskrevs av Spencer 1973. Cerodontha puertoricensis ingår i släktet Cerodontha och familjen minerarflugor.
Artens utbredningsområde är Puerto Rico. Inga underarter finns listade i Catalogue of Life.